# Giacomo Gambetti
Giacomo Gambetti (Imola, 21 luglio 1932 – Imola, 29 ottobre 2024) è stato un critico cinematografico italiano.

## Biografia
Giornalista e critico, ha scritto numerosi volumi di storia del cinema.
Dopo la laurea in Giurisprudenza si trasferisce a Roma, dove lavora per più di trent'anni alla Rai come curatore della messa in onda di film e telefilm e produttore di documentari e programmi di informazione.
Negli anni ottanta fonda la rivista di critica Lumière, pubblicata dall’aprile 1985 fino al 2009.
Ha diretto la Biennale di Venezia per il Cinema e lo Spettacolo televisivo dal 1974 al 1976.

## Opere
- Come si guarda il film-Cinema: coscienza di un fenomeno, Paolo Galeati, 1958 (con prefazione di Cesare Zavattini)
- Vittorio Gassman, Cappelli, 1962
- Un condannato a morte è fuggito-Un film di Robert Bresson, Radar, 1971
- Cinema e censura in Italia, Edizioni di Bianco e Nero, 1972
- Vittorio Gassman, Gremese, 1982 e 1999 (edizione aggiornata)
- Sul set di Marco Polo, Eri, 1983
- Zavattini. Mago e tecnico, Ente dello spettacolo, 1986 (poi Gremese, 2009)
- Cesare Zavattini-Guida ai film, I.com, 1994
- Un attore e la società-Vittorio Gassman, Quattro venti, 1994
- Florestano Vancini, Gremese, 2000
- Capire il cinema e la televisione, Gremese, 2006
- Il teatro e il cinema di Vittorio Gassman, Gremese, 2006
- Miklós Jancsó: il cinema tra storia e vita, Marsilio, 2008 (con prefazione di Carlo Lizzani)
- Cultura e politica nel cinema di Francesco Maselli, Cg editoria elettronica, 2009 (con prefazioni di Giovanni Berlinguer, Furio Colombo e Stefano Rodotà)
- Breve storia del cinema ungherese-Autori e opere, Edit Faenza, 2010
- Film e ricordi il mio neorealismo, Edit Faenza, 2010
- Piu di 100 ricordi-Ritratti cinematografici pubblici e (a volte) privati raccolti in decenni di lavoro, Edit Faenza, 2010

## Filmografia
- Cesare Zavattini, di Carlo Lizzani, 2003 (documentario), di cui è anche co-sceneggiatore, presentato come "Proiezione speciale" alla 60° edizione della Mostra internazionale d'arte cinematografica di Venezia[3]
- Adolfo Celi, un uomo per due culture, del figlio Leonardo Celi, 2006 (documentario)[4]